# První vláda Donalda Tuska
První vláda Donalda Tuska byla mezi 16. listopadem 2007 a 18. listopadem 2011 vládou Polské republiky, a to během 6. volebního období Sejmu a 7. volebního období Senátu. Byla jmenována prezidentem republiky Lechem Kaczyńskym a důvěru dolní komory Sejmu získala 24. listopadu 2007, když se pro návrh vyslovilo 238 koaličních poslanců, proti hlasovalo 204 opozičních členů komory z konzervativní strany Právo a spravedlnost Jaroslawa Kaczyńského, stejně jako postkomunistické koalice LiD (Lewica i Demokraci). Dva z přítomných hlasujících se zdrželi.
Vládu vedl centropravicově orientovaný politik Donald Tusk. Kabinet byl tvořen dvěma politickými subjekty: liberálně konzervativní stranou Občanská platforma a křesťansko-demokratickou Polskou lidovou stranou.

Po parlamentních volbách v říjnu 2011 obhájila Občanská platforma vítězství a Donald Tusk sestavil novou vládu se stejným koaličním partnerem Polskou lidovou stranou, která byla jmenována 18. listopadu 2011.

## Složení vlády
Legenda
|  | Občanská platforma   |
|  | Polská lidová strana |
|  | nestraník            |

| Vláda Donalda Tuska                     | Vláda Donalda Tuska | Vláda Donalda Tuska     | Vláda Donalda Tuska     |
| Úřad                                    | Osoba               | Osoba                   | Období                  |
| --------------------------------------- | ------------------- | ----------------------- | ----------------------- |
| Předseda vlády                          |                     | Donald Tusk             | 16.11.2007 – 18.11.2011 |
|                                         |                     |                         |                         |
| Místopředseda vlády                     |                     | Grzegorz Schetyna       | 16.11.2007 – 13.10.2009 |
| Místopředseda vlády                     |                     | Waldemar Pawlak         | 16.11.2007 – 18.11.2011 |
|                                         |                     |                         |                         |
| Ministr zemědělství a rozvoje venkova   |                     | Marek Sawicki           | 16.11.2007 – 18.11.2011 |
| Ministr kultury a národního dědictví    |                     | Bogdan Zdrojewski       | 16.11.2007 – 18.11.2011 |
| Ministr hospodářství                    |                     | Waldemar Pawlak         | 16.11.2007 – 18.11.2011 |
| Ministr životního prostředí             |                     | Maciej Nowicki          | 16.11.2007 – 1.2.2010   |
| Ministr životního prostředí             |                     | Andrzej Kraszewski      | 2.2.2010 – 18.11.2011   |
| Ministr financí                         |                     | Jan Vincent-Rostowski   | 16.11.2007 – 18.11.2011 |
| Ministr zahraničních věcí               |                     | Radosław Sikorski       | 16.11.2007 – 18.11.2011 |
| Ministr zdravotnictví                   |                     | Ewa Kopaczová           | 16.11.2007 – 7.11.2011  |
| Ministr zdravotnictví                   |                     | Donald Tusk (úřadující) | 7.11.2011 – 18.11.2011  |
| Ministr dopravy                         |                     | Cezary Grabarczyk       | 16.11.2007 – 7.11.2011  |
| Ministr dopravy                         |                     | Donald Tusk (úřadující) | 7.11.2011 – 18.11.2011  |
| Ministr vnitra                          |                     | Grzegorz Schetyna       | 16.11.2007 – 13.10.2009 |
| Ministr vnitra                          |                     | Jerzy Miller            | 14.10.2009 – 18.11.2011 |
| Ministr spravedlnosti                   |                     | Zbigniew Ćwiąkalski     | 16.11.2007 – 21.1.2009  |
| Ministr spravedlnosti                   |                     | Andrzej Czuma           | 23.1.2009 – 13.10.2009  |
| Ministr spravedlnosti                   |                     | Krzysztof Kwiatkowski   | 14.10.2009 – 18.11.2011 |
| Ministr práce a sociálních věcí         |                     | Jolanta Fedaková        | 16.11.2007 – 18.11.2011 |
| Ministr národní obrany                  |                     | Bogdan Klich            | 16.11.2007 – 2.8.2011   |
| Ministr národní obrany                  |                     | Tomasz Siemoniak        | 2.8.2011 – 18.11.2011   |
| Ministryně školství                     |                     | Katarzyna Hallová       | 16.11.2007 – 18.11.2011 |
| Ministryně regionálního rozvoje         |                     | Elżbieta Bieńkowská     | 16.11.2007 – 18.11.2011 |
| Ministryně pro vědu a vysoké školství   |                     | Barbara Kudrycka        | 16.11.2007 – 18.11.2011 |
| Ministr sportu a cestovního ruchu       |                     | Mirosław Drzewiecki     | 16.11.2007 – 13.10.2009 |
| Ministr sportu a cestovního ruchu       |                     | Adam Giersz             | 14.1.2009 – 18.11.2011  |
| Ministr státní pokladny                 |                     | Aleksander Grad         | 16.11.2007 – 18.11.2011 |
| Ministr bez portfeje                    |                     | Zbigniew Derdziuk       | 16.11.2007 – 13.1.2009  |
| Ministr bez portfeje                    |                     | Michał Boni             | 15.1.2009 – 18.11.2011  |
|                                         |                     |                         |                         |
| Předseda Výboru pro evropskou integraci |                     | Donald Tusk             | 16.11.2007 – 31.12.2009 |
| Předseda Výboru pro evropské vztahy     |                     | Radosław Sikorski       | 1.1.2010 – 18.11.2011   |
| Generální prokurátor                    |                     | Zbigniew Ćwiąkalski     | 16.11.2007 – 21.1.2009  |
| Generální prokurátor                    |                     | Andrzej Czuma           | 23.1.2009 – 13.10.2009  |
| Generální prokurátor                    |                     | Krzysztof Kwiatkowski   | 14.10.2009 – 30.3.2010  |